# Souvent femme varie (film, 1924)
Pour les articles homonymes, voir Souvent femme varie.

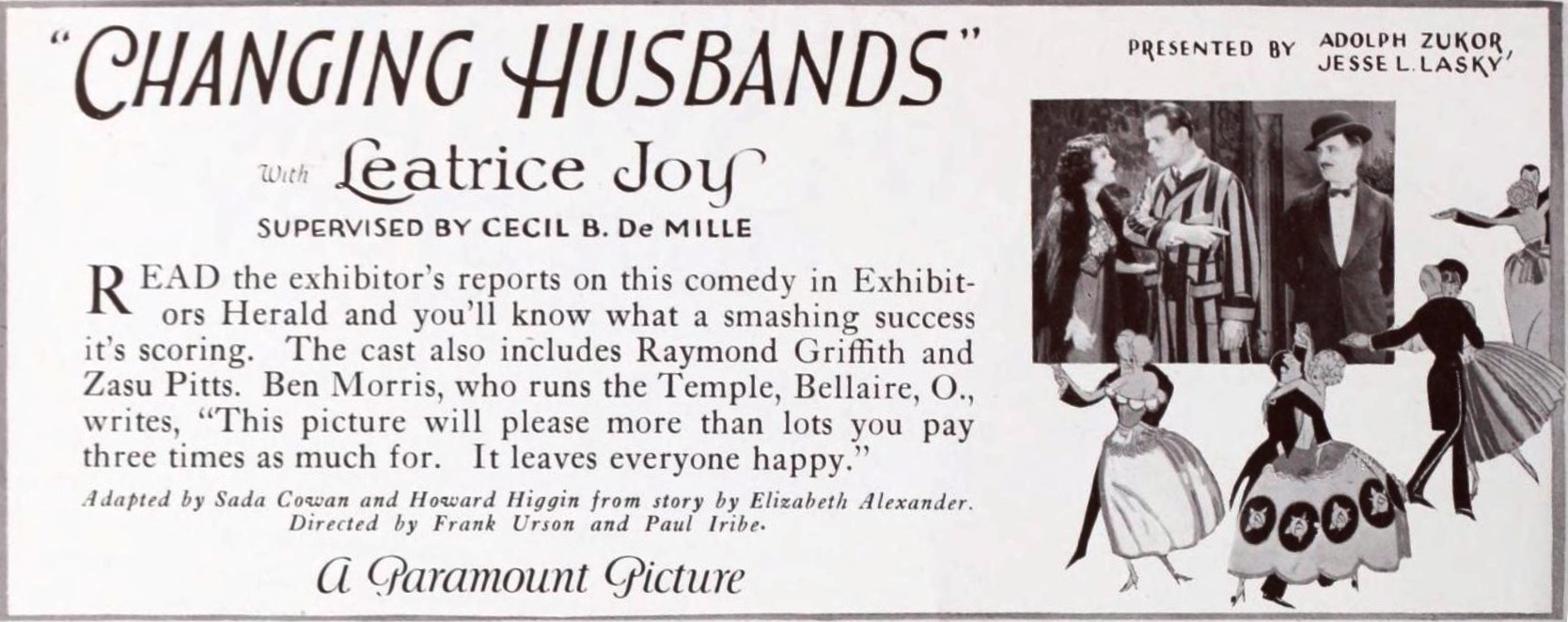
Annonce pour le film.

Souvent femme varie (Changing Husbands) est un film américain réalisé par Paul Iribe, Frank Urson, Rupert Julian et sorti en 1924.

## Synopsis
Deux jeunes actrices se ressemblant physiquement décident d'échanger leurs fiancés.

## Fiche technique
- Réalisation : Paul Iribe, Frank Urson, Rupert Julian
- Scénario : Sada Cowan, Howard Higgin  d'après le roman Roles d'Elizabeth Alexander[2]
- Producteurs : Adolph Zukor, Jesse Lasky
- Supervision : Cecil B. DeMille
- Photographie : Bert Glennon
- Distributeur : Paramount Pictures
- Costumes : Paul Iribe[3]
- Durée : 70 minutes (7 bobines)[4]
- Date de sortie :
  - États-Unis : 22 juin 1924

## Distribution
- Leatrice Joy : Gwynne Evans / Ava Graham
- Victor Varconi : Oliver Evans
- Raymond Griffith : Bob Hamilton
- Julia Faye : Mitzi
- Zasu Pitts : Delia
- Helen Dunbar : Mrs. Evans
- William Boyd : Conrad Bardshaw
- Monte Collins : Stagehand (non crédité)
- Gale Henry : Waitress (non crédité)
- Guy Oliver : Director (non crédité)